# Heterodox ekonomi

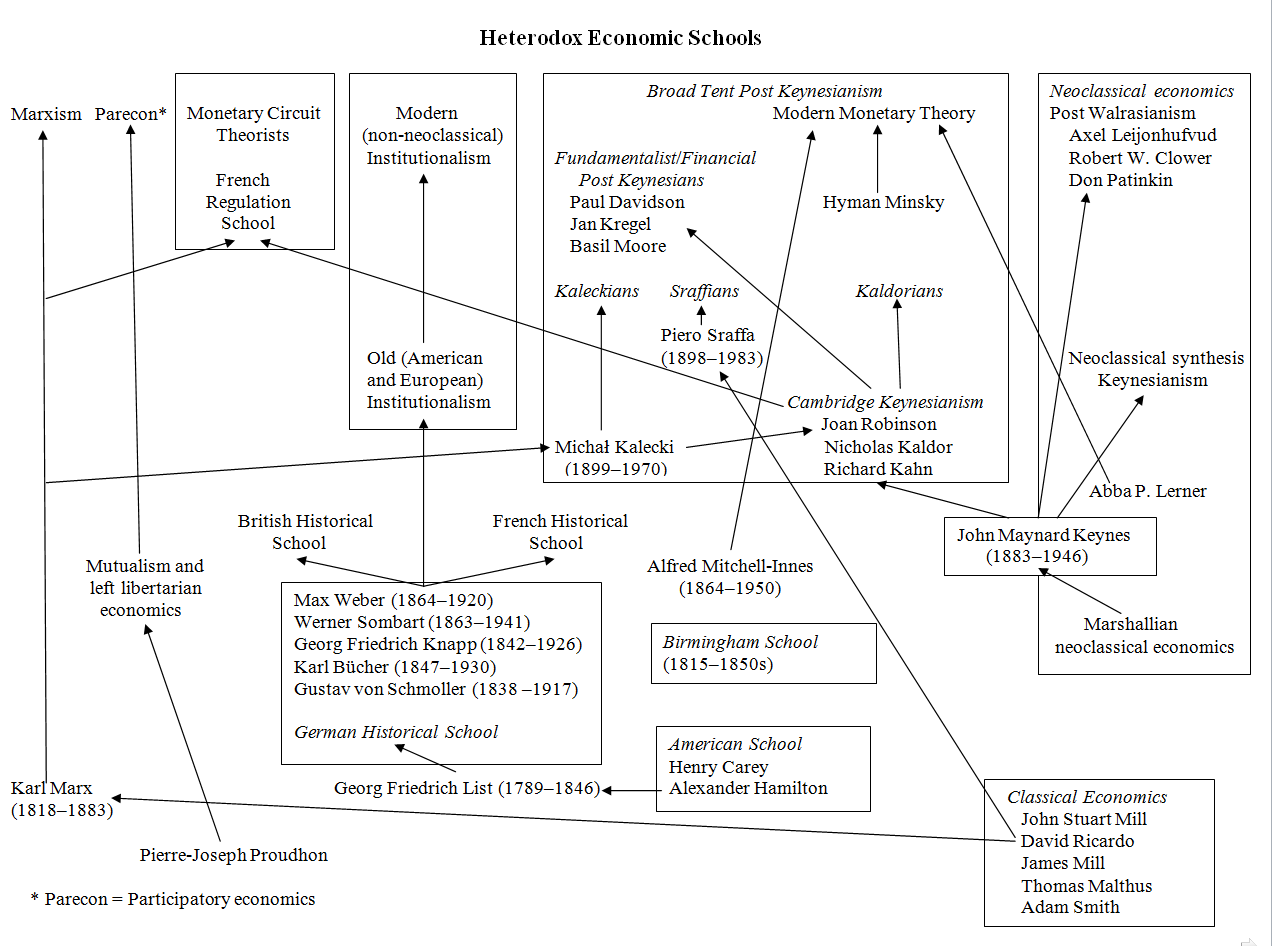
Familjeträd på engelska över den moderna heterodoxa ekonomivetenskapen.

Heterodox ekonomi (alternativa ekonomiska teoririktningar) är en term som används i kontrast mot konventionell ortodox ekonomi, heterodox ekonomi inrymmer majoriteten av all ekonomisk teoribildning.
Gemensamt för de heterodoxa ekonomiska teorierna är att de förkastar en eller flera av den ortodoxa ekonomins grundantaganden (axiom).